# Hiroshima-Nagasaki-Park

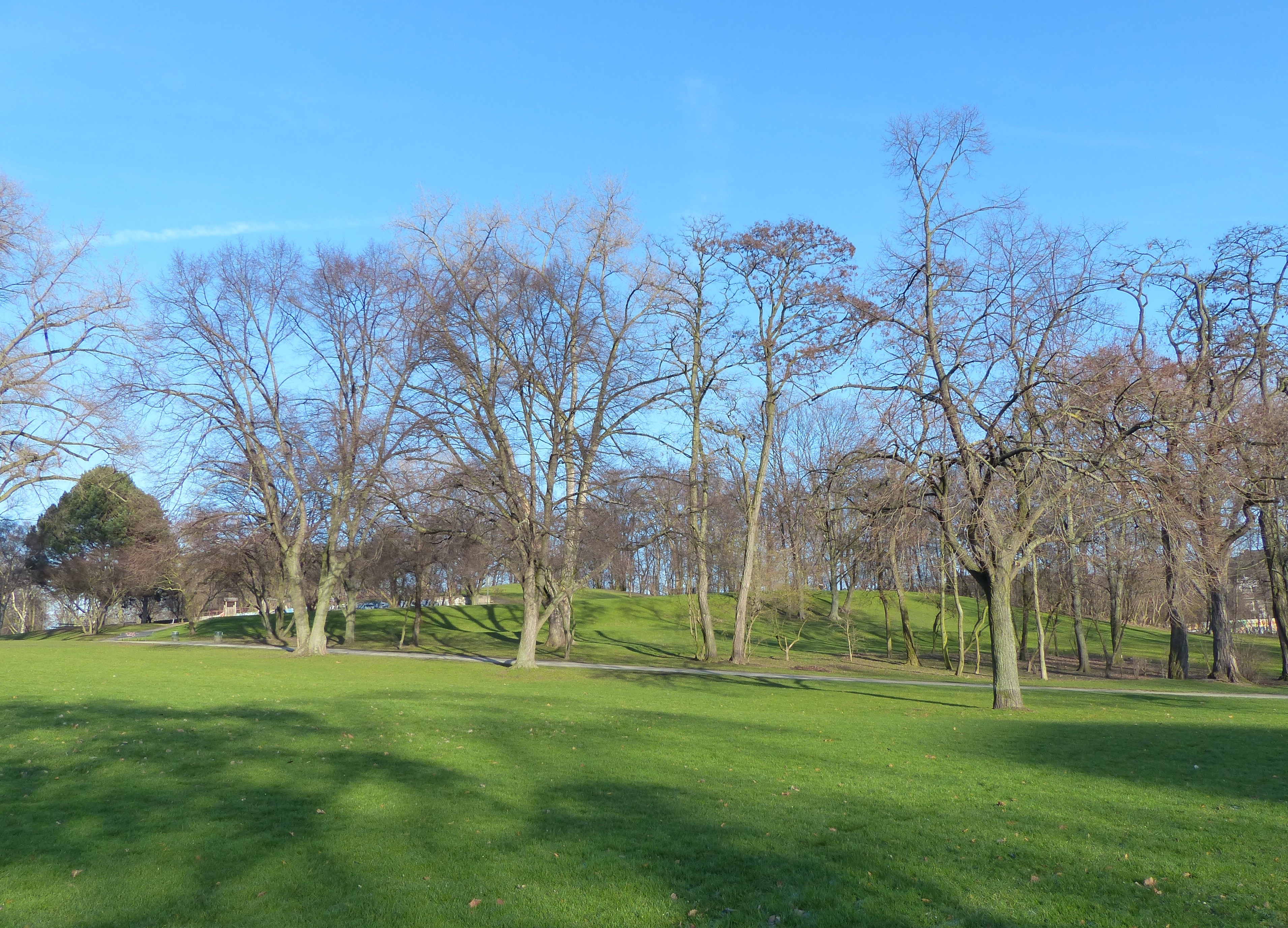
Hiroshima-Nagasaki-Park

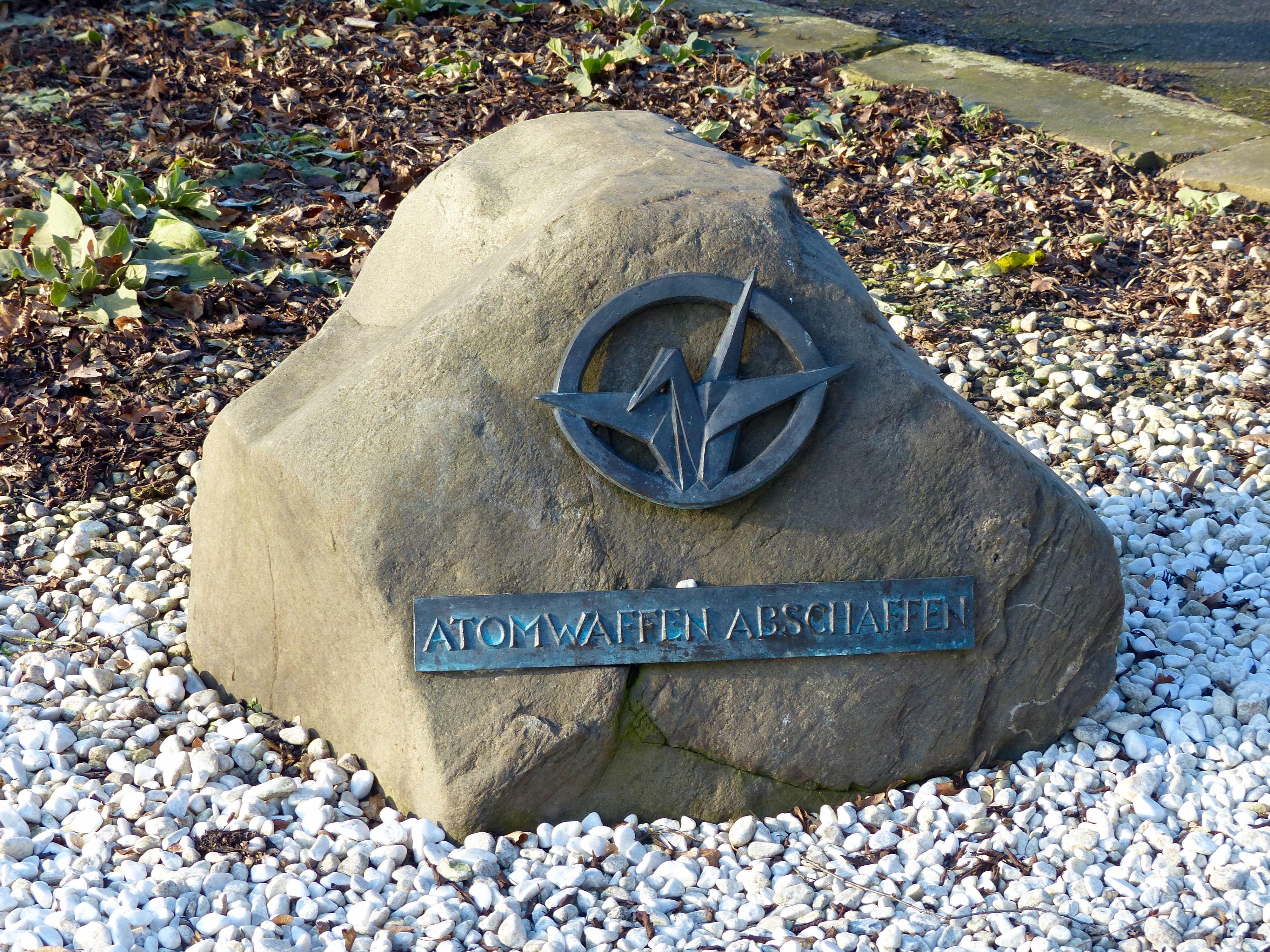
Hiroshima-Nagasaki-Park Mahnmal „Atomwaffen abschaffen“

Der Hiroshima-Nagasaki-Park wurde am 7. August 2004 in einem Teil des Inneren Grüngürtels im Kölner Stadtbezirk Neustadt-Süd eingeweiht.

## Lage
Die Parkanlage im Inneren Grüngürtel befindet sich zwischen der Aachener Straße, Universitätsstraße, Bachemer Straße und dem Bahngelände in unmittelbarer Nachbarschaft zum Aachener Weiher und dem Museum für Ostasiatische Kunst. Das Relief der Grünanlage in diesem Bereich des Grüngürtels ist anthropogen entstanden.

## Geschichte

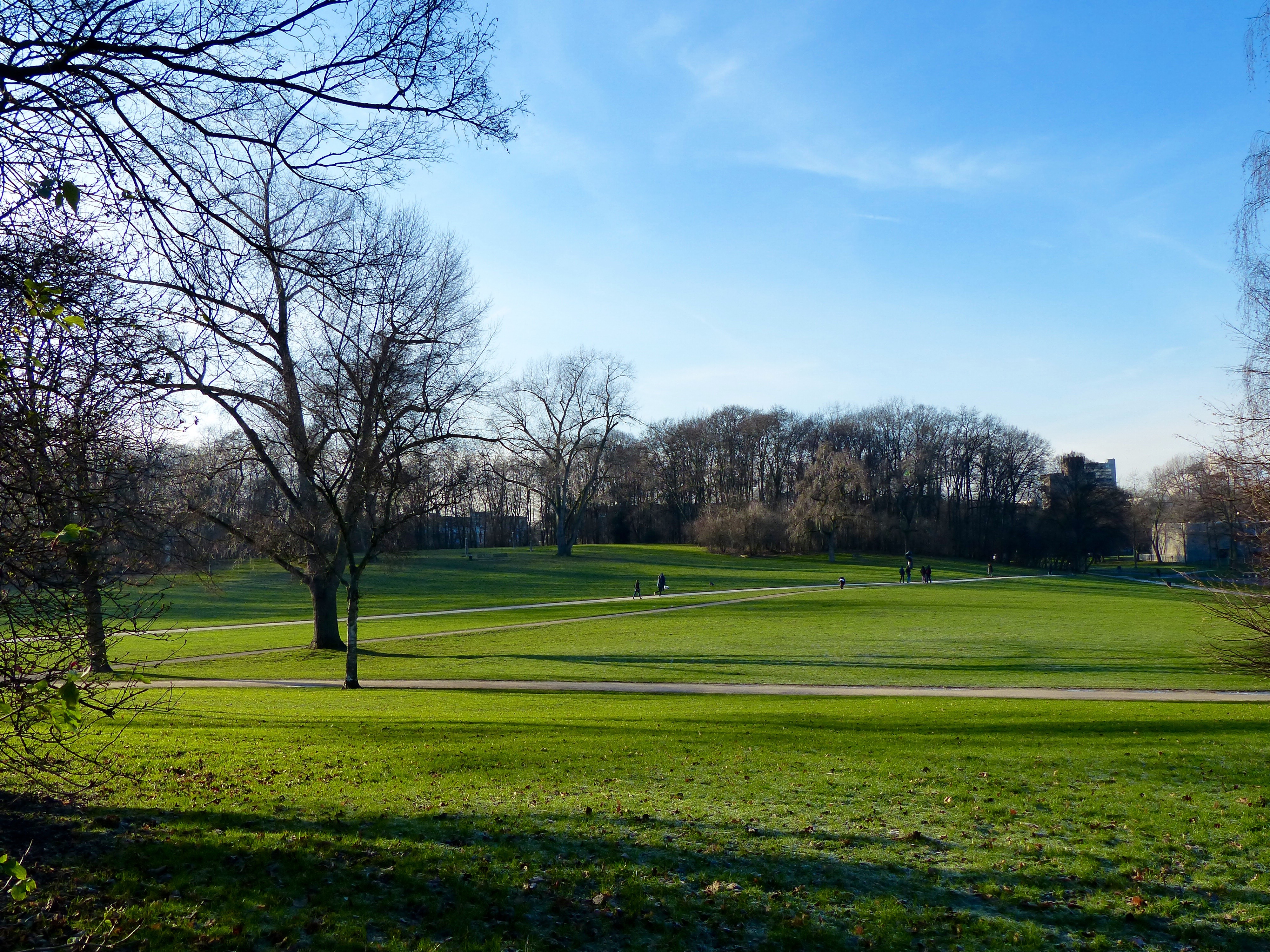
Blick über den Hiroshima-Nagasaki-Park

In der Zeit des Nationalsozialismus befand sich auf diesem Abschnitt des Inneren Grüngürtels das sogenannte Maifeld, auf dem Massenaufmärsche der NSDAP stattfanden. Hier befand sich auch eine terrassenähnlich angelegte Tribüne, die mit einem 15 × 20 m hohen Reichsadler bekrönt war. Nach dem Zweiten Weltkrieg sind auf die Freiflächen des Maifeldes im Bereich des heutigen Parks Schutt und Trümmer zum umgangssprachlichen Mont Klamott oder Aachener Berg aufgeschüttet worden. Ursprünglich waren auf dem Berg Aussichtsplattformen und Sichtschneisen angelegt worden, die jedoch heute durch den höheren Baumbewuchs ihre Funktion nicht mehr erfüllen.
Auf Initiative des Kölner Friedensforums wurde im Jahr 2000 angeregt, in einem Park an die ersten Atombombenabwürfe auf Hiroshima und Nagasaki zu erinnern. Der damalige Kölner Oberbürgermeister Fritz Schramma veranlasste die Suche nach einer geeigneten Parkfläche durch die Kölner Bezirksvertretungen. Ende 2001 wurde in der Bezirksvertretung Innenstadt einstimmig die Benennung der Parkfläche in der Umgebung des Aachener Weihers beschlossen. Die Auswahl der Grünfläche auf einem ehemaligen Trümmerberg in der Nähe des  Museums für ostasiatische Kunst und des Japanischen Kulturinstituts erschien der Bezirksvertretung als am geeignetsten. Seit 1985 ist Köln Mitglied im Hiroshima-Nagasaki-Bündnis, des internationalen Städtebündnisses gegen Atomwaffen.
Der Park wurde am 7. August 2004 durch Bürgermeisterin Renate Canisius im Beisein des japanischen Konsuls Toshihiko Mochizuki und eines Überlebenden des Atombombenabwurfs auf Nagasaki, Kazuo Soda, eingeweiht.
Am 5. August 2007 wurde im Park das Mahnmal Atomwaffen abschaffen des Kölner Künstlers Hannes Helmke enthüllt. Lage des Mahnmals im Hiroshima-Nagasaki-Park. Es ist von drei Bäumen umgeben: einem Ginkgo für Hiroshima, einer Japanischen Blütenkirsche für Nagasaki und einer Schwarz-Pappel für Köln. Das Mahnmal zeigt einen Origami-Kranich, der Bezug auf eine japanische Legende nimmt, nachdem jeder, der 1000 Origami-Kraniche (Sembazuru) faltet, von den Göttern einen Wunsch erfüllt bekommt. Nach dem Tod der japanischen Schülerin Sadako Sasaki, die nach dem Atombombenabwurf auf Hiroshima mit dem Falten von Origami-Kranichen vergeblich gegen ihre durch die Strahlung ausgelöste Leukämie-Erkrankung ankämpfte, sind Origami-Kraniche weltweit zum Symbol des Widerstandes gegen den Atomkrieg und Atomwaffen geworden.
Im Park wurde 1985 die von Lajos Barta 1966 geschaffene Skulptur Uralte Form aufgestellt.

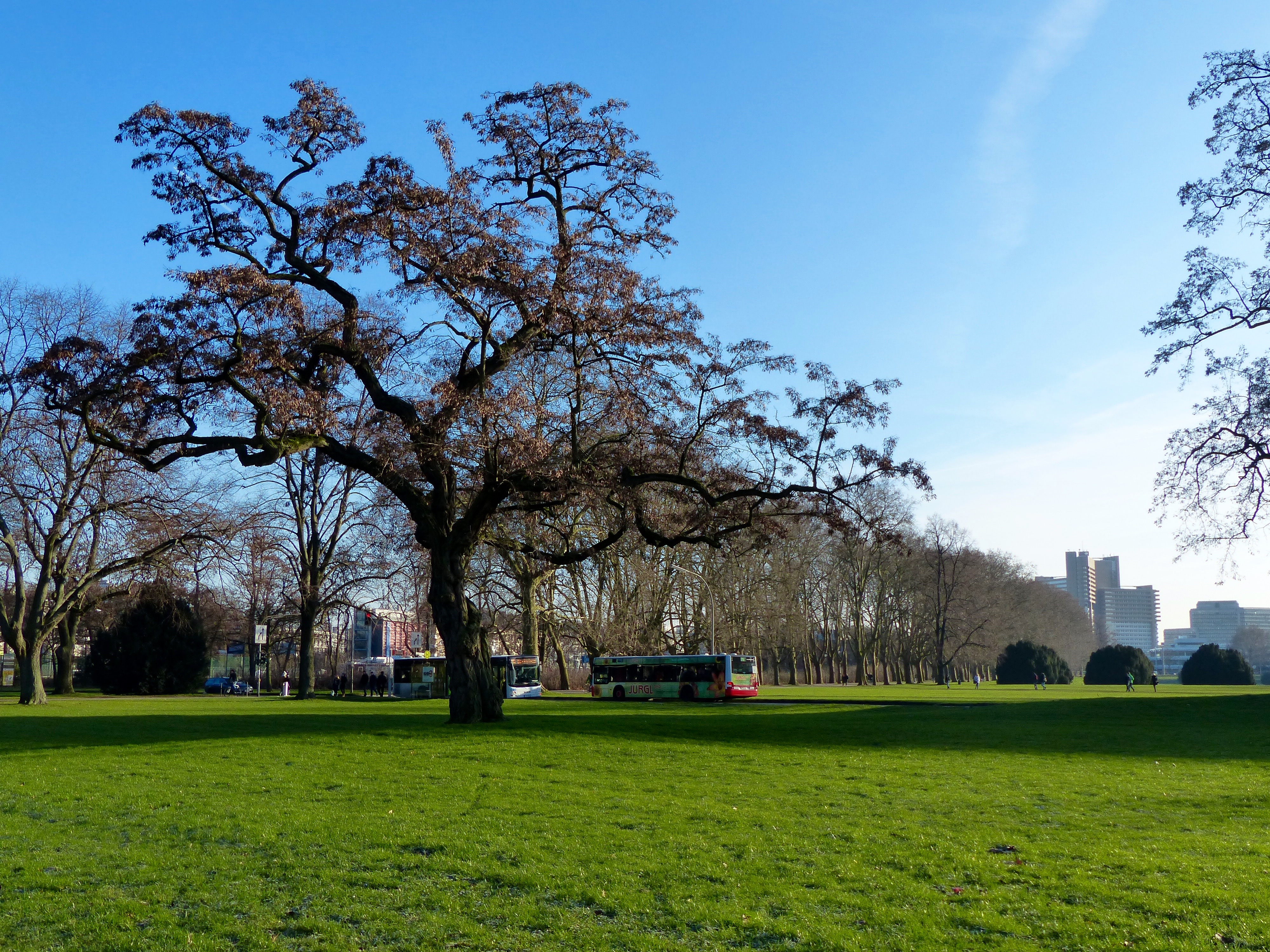
Blick nach Süden
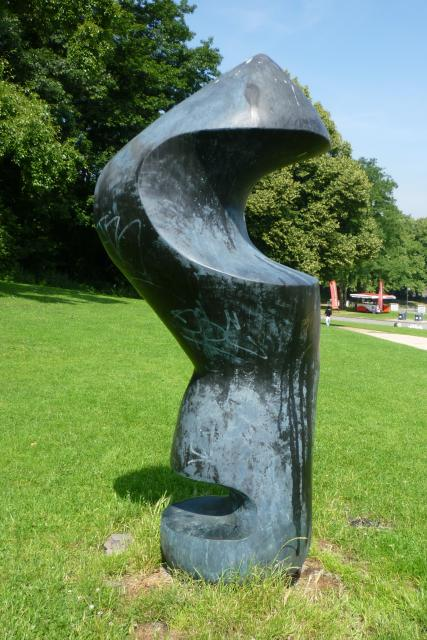
Skulptur Uralte Form von Lajos Barta
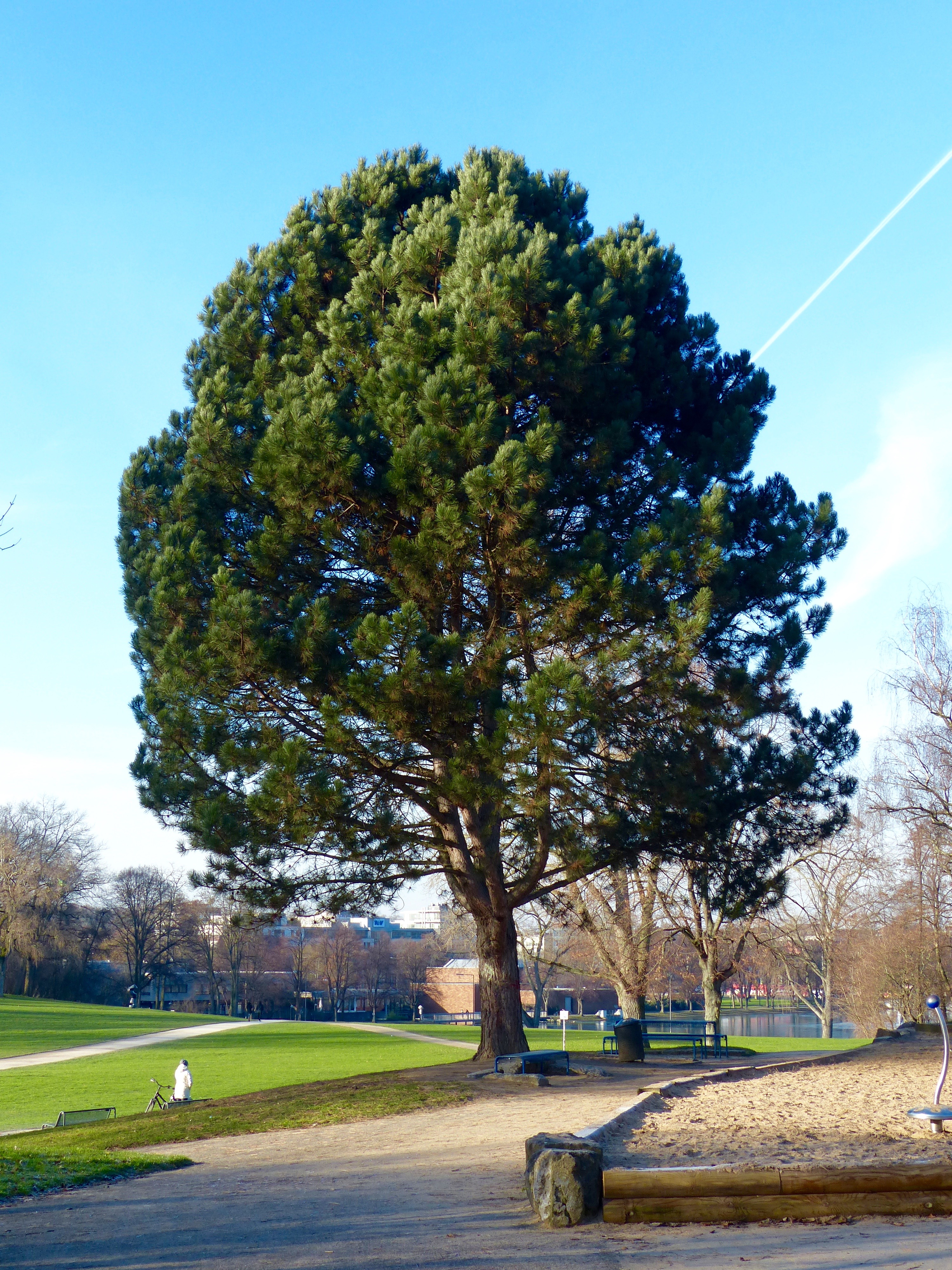
Hiroshima Nagasaki Park mit Blick zum Aachener Weiher
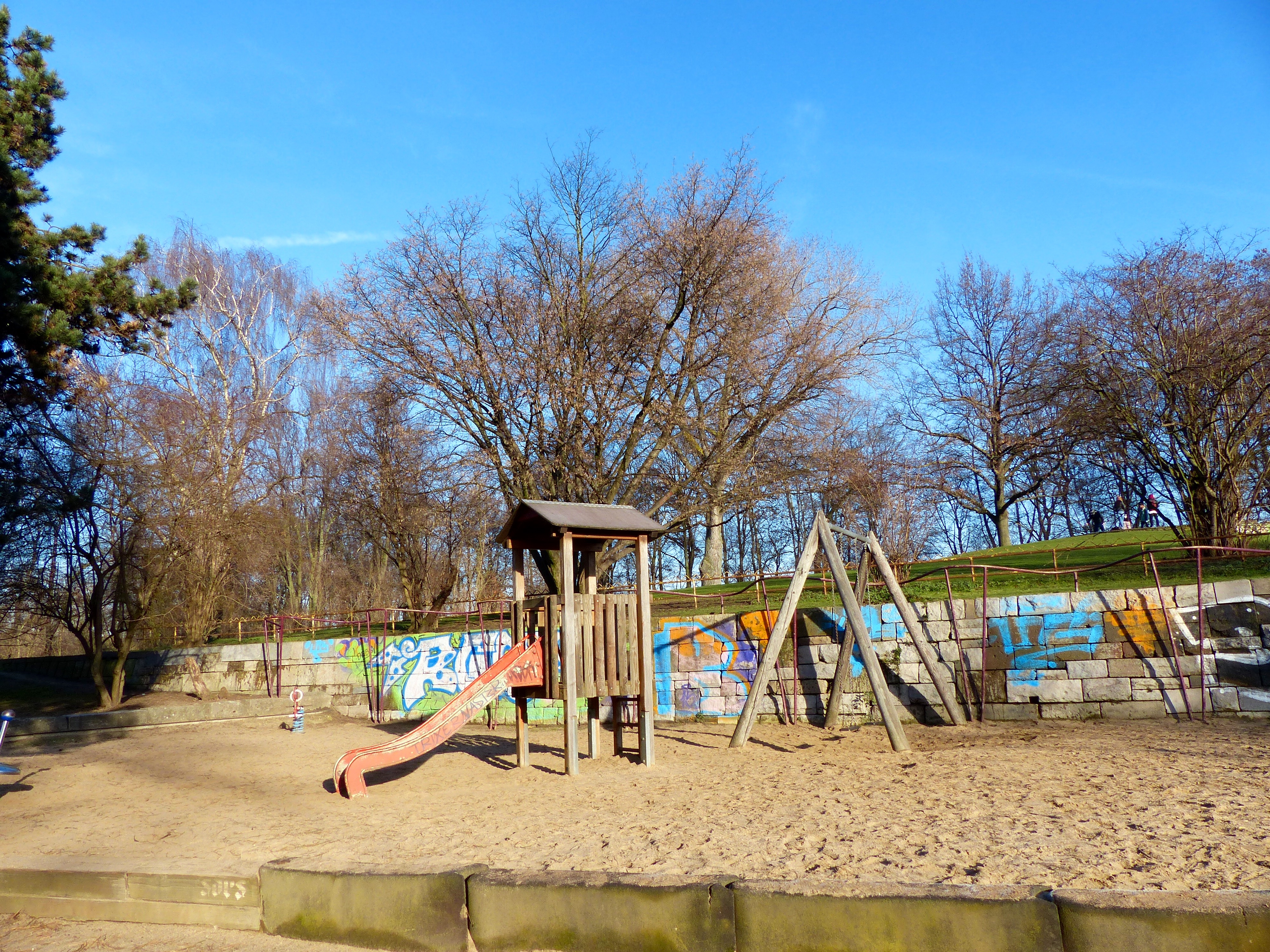
Spielplatz im Park
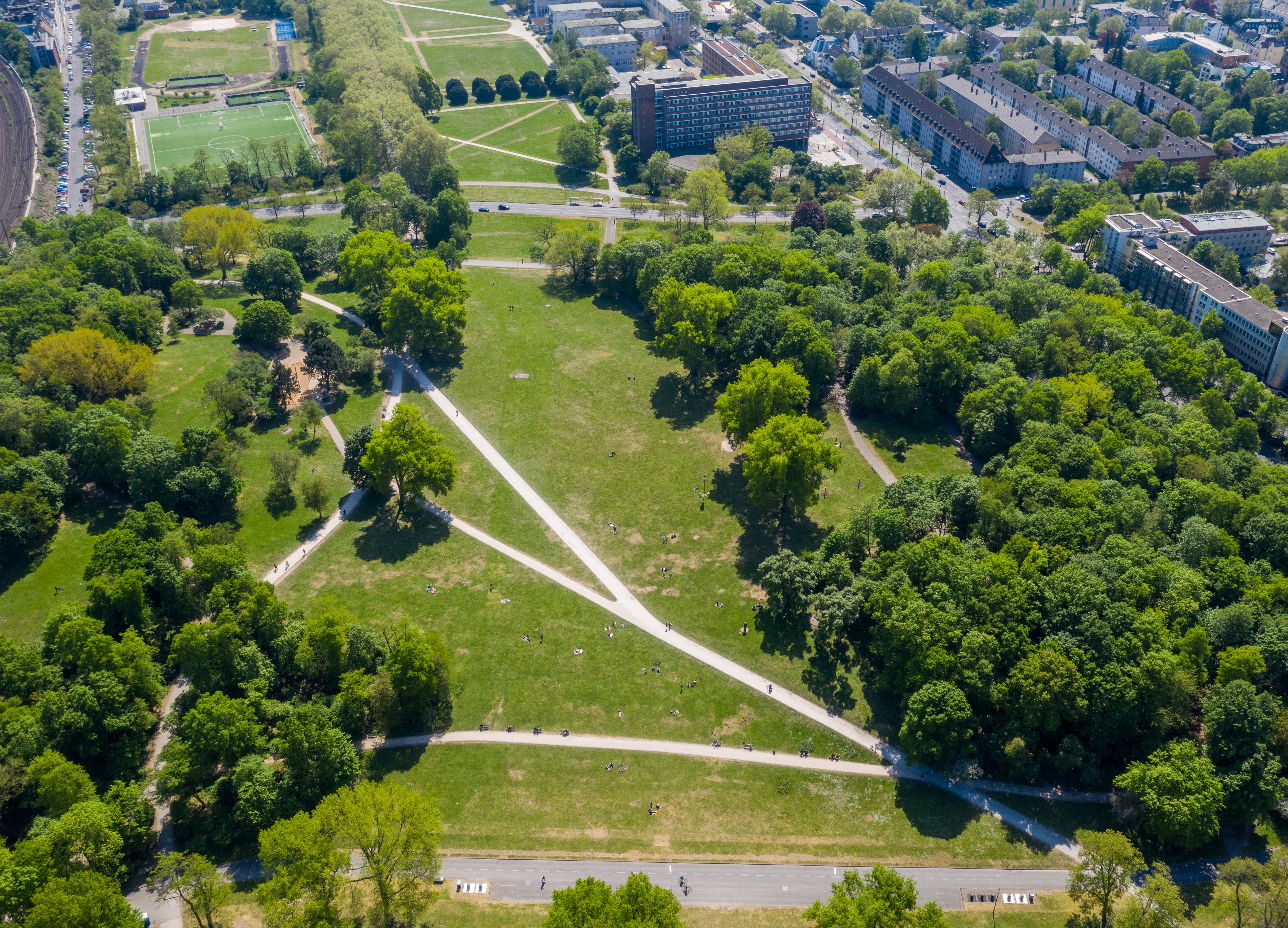
Luftbild